# Philip Sulumeti
Philip Sulumeti (ur. 15 sierpnia 1937 w Kotur) – kenijski duchowny rzymskokatolicki, w latach 1978–2014 biskup Kakamega.

## Życiorys
Święcenia kapłańskie przyjął 6 stycznia 1966. 28 maja 1972 został prekonizowany biskupem pomocniczym Kisumu ze stolicą tytularną Urci. Sakrę biskupią otrzymał 20 sierpnia 1972. 9 grudnia 1976 objął urząd ordynariusza. 28 lutego 1978 został mianowany biskupem Kakamega. 5 grudnia 2014 przeszedł na emeryturę.